# Roucamps
Roucamps est une ancienne commune française, située dans le département du Calvados en région Normandie, devenue le 1er janvier 2017 une commune déléguée au sein de la commune nouvelle de Les Monts d'Aunay.
Roucamps est peuplée de 219 habitants.

## Géographie
La commune est en limite du Bocage virois au sud-ouest, de la Suisse normande au sud-est et du Pré-Bocage au nord. Son bourg est à 4 km au sud d'Aunay-sur-Odon.
Le territoire est traversé par la route départementale no 54 passant par le bourg et joignant Aunay-sur-Odon au nord au Plessis-Grimoult et  à Saint-Pierre-la-Vieille — vers Condé-sur-Noireau — au sud-est. La D 106 en part et permet de retrouver Saint-Jean-le-Blanc et Vassy au sud.
Roucamps est dans le bassin de l'Orne, la plus grande partie, au sud, par son sous-affluent la Druance à laquelle le ruisseau le Roucamps donne ses eaux. Au nord, trois courts vallons alimentent le bassin de l'Odon. À l'est, les eaux d'une petite partie du territoire vont vers le ruisseau de Vingt Bec, en forêt domaniale de Valcongrain, sous-affluent de l'Orne par le Vieux Ruisseau.
Le point culminant (307/310 m) se situe en limite de commune au nord du bourg. Le point le plus bas (203 m), également en limite nord, mais plus à l'ouest, correspond à la sortie d'un ruisseau du bassin de l'Odon empruntant un vallon escarpé à travers les hauteurs des bois d'Aunay. La commune est bocagère.
Le climat est océanique, comme dans tout l'Ouest de la France. La station météorologique la plus proche est Caen-Carpiquet, à 25 km. Le Bocage virois s'en différencie toutefois pour la pluviométrie annuelle qui, à Roucamps, avoisine les 950 mm.
Les lieux-dits sont, du nord-ouest à l'ouest, dans le sens horaire : les Villettes, les Terriers, le Bois d'Aunay, Sous le Mont, le Haut des Bois (au nord), le Mauny, le Bourg, le Brifou (à l'est), la Pâture, le Postil, le Foucoupé, les Cépées, le Coudray, les Féraudières, Sous la Bruyère, Origny (au sud) et la Tourpinière (à l'ouest).
| Aunay-sur-Odon     | Aunay-sur-Odon      | Bonnemaison           |
| Ondefontaine       | Roucamps            | Campandré-Valcongrain |
| Danvou-la-Ferrière | Saint-Jean-le-Blanc | Le Plessis-Grimoult   |

## Toponymie
Le nom de la localité est attesté sous les formes Rouchamp au XIe siècle (enquête, archives de Bayeux) ; Rufus Campus en 1170 (charte du Plessis-Grimoult) ; Roscamp en 1198 (magni rotuli, p. 69, 2) ; Ruscamp en 1273 (cartulaire PG f° 224 v°) ; Roschamp en 1285 (d° f° 226) ; Sanctus Laurentius de Rouquampo en 1417 (magni rotuli, p. 277) ; Rouxcamp, 1476 (ch. du Plessis-Grimoult) ; Romcamp en 1758 (carte de Vaugondy),. 
Il s'agit d'une formation toponymique médiévale en -camp, appellatif toponymique caractéristique du nord de la ligne Joret et correspondant à la forme plus méridionale -champ. Les noms communs camp / champ sont issus du latin campus « champ ». Le premier élément Rou- représente l'ancien français ros « rouge, roux », réécrit roux plus tardivement, mot issu du latin russus « rouge, roux ». Les latinisations médiévales en rufus « rouge, roussâtre, roux » sont correctes pour le sens, mais erronées pour l'étymologie. Le sens global est celui de « champ rouge » ou « champ roux », en raison de la couleur du terroir. Le -s final est postiche et n'apparaît pas avant l’époque moderne.
La géologie confirme la couleur rouge par la présence de fer, notamment au sud du territoire, l'une des communes voisines s'appelant d'ailleurs La Ferrière-Duval (aujourd'hui réunie à Danvou-la-Ferrière).
Le gentilé est Roucampois.

## Politique et administration
| Période                                  | Période       | Identité         | Étiquette | Qualité                |
| ---------------------------------------- | ------------- | ---------------- | --------- | ---------------------- |
| Les données manquantes sont à compléter. |               |                  |           |                        |
| 1989                                     | mars 2008     | Claude Osmont    | SE        | Retraité (agriculture) |
| mars 2008                                | décembre 2016 | Christine Salmon | SE        | Mère au foyer          |

Le conseil municipal était composé de onze membres dont le maire et deux adjoints.

## Démographie
L'évolution du nombre d'habitants est connue à travers les recensements de la population effectués dans la commune depuis 1793. À partir du 1er janvier 2009, les populations légales des communes sont publiées annuellement dans le cadre d'un recensement qui repose désormais sur une collecte d'information annuelle, concernant successivement tous les territoires communaux au cours d'une période de cinq ans. 
Pour les communes de moins de 10 000 habitants, une enquête de recensement portant sur toute la population est réalisée tous les cinq ans, les populations légales des années intermédiaires étant quant à elles estimées par interpolation ou extrapolation. Pour la commune, le premier recensement exhaustif entrant dans le cadre du nouveau dispositif a été réalisé en 2007,.
En 2021, la commune comptait 219 habitants, en évolution de −6,01 % par rapport à 2015 (Calvados : +1,58 %, France hors Mayotte : +2,49 %).
Au premier recensement républicain, en 1793, Roucamps comptait 440 habitants, population jamais atteinte depuis.
| 1793 | 1800 | 1806 | 1821 | 1831 | 1836 | 1841 | 1846 | 1851 |
| ---- | ---- | ---- | ---- | ---- | ---- | ---- | ---- | ---- |
| 440  | 355  | 407  | 409  | 402  | 426  | 392  | 416  | 410  |

| 1856 | 1861 | 1866 | 1872 | 1876 | 1881 | 1886 | 1891 | 1896 |
| ---- | ---- | ---- | ---- | ---- | ---- | ---- | ---- | ---- |
| 367  | 363  | 374  | 349  | 333  | 319  | 287  | 274  | 297  |

| 1901 | 1906 | 1911 | 1921 | 1926 | 1931 | 1936 | 1946 | 1954 |
| ---- | ---- | ---- | ---- | ---- | ---- | ---- | ---- | ---- |
| 254  | 235  | 219  | 220  | 208  | 196  | 191  | 197  | 199  |

| 1962 | 1968 | 1975 | 1982 | 1990 | 1999 | 2007 | 2012 | 2017 |
| ---- | ---- | ---- | ---- | ---- | ---- | ---- | ---- | ---- |
| 176  | 174  | 144  | 158  | 178  | 145  | 173  | 218  | 228  |

| 2019 | - | - | - | - | - | - | - | - |
| ---- | - | - | - | - | - | - | - | - |
| 223  | - | - | - | - | - | - | - | - |

## Lieux et monuments
- Église Saint-Laurent (XVIIIe siècle), en schiste, contenant une pietà enchâssée du XVIe, un retable et un maître-autel du XVIIe. Une dalle funéraire du XVIe siècle est classée à titre d'objet aux Monuments historiques[16].
- Chapelle Saint-Célerin (XIXe siècle).
- Fontaine Saint-Célerin : source ferrugineuse, elle aurait des vertus curatives dues à saint Céneri, aussi appelé saint Célerin. Invoqué sous ce dernier nom, le saint permet la guérison de l'impétigo[17].

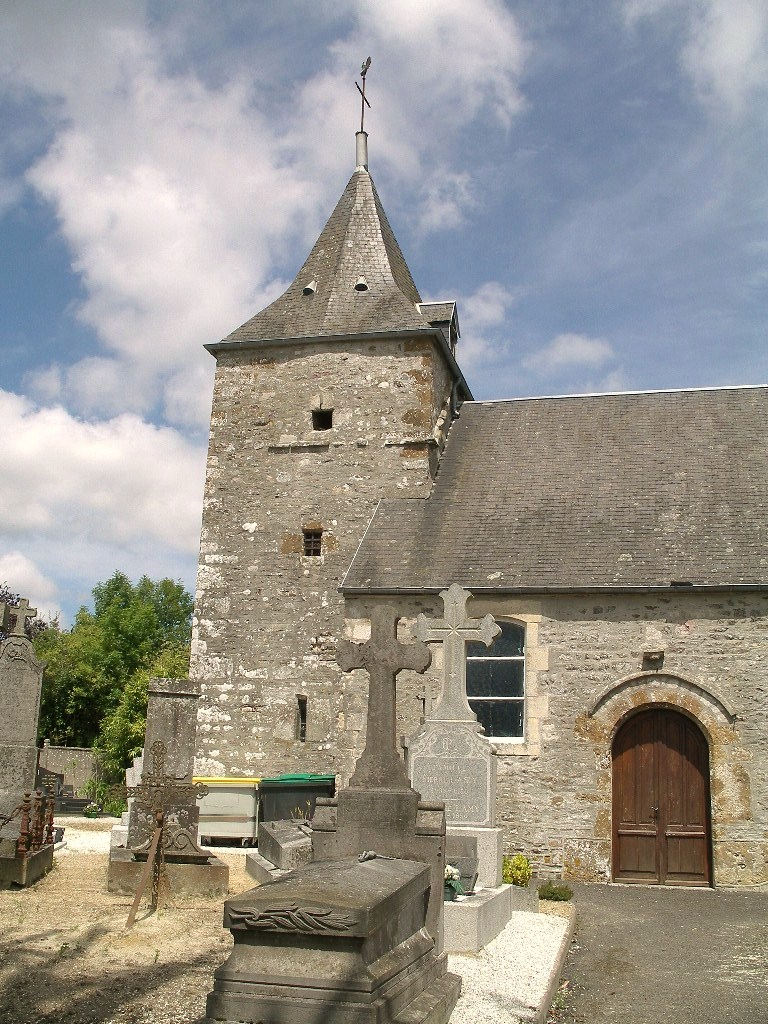
Le clocher et le portail méridional de l'église Saint-Laurent.
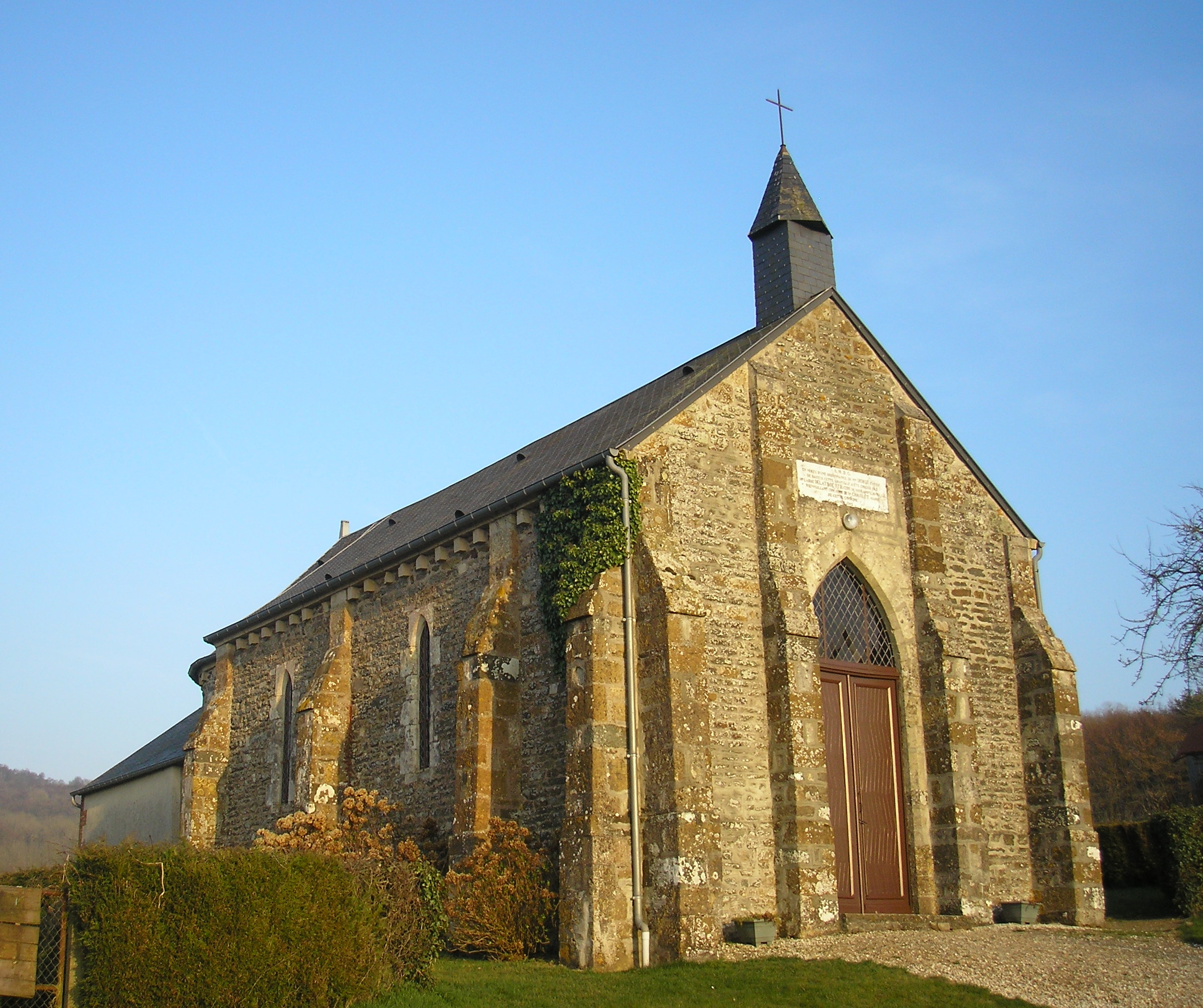
La chapelle Saint-Célerin.
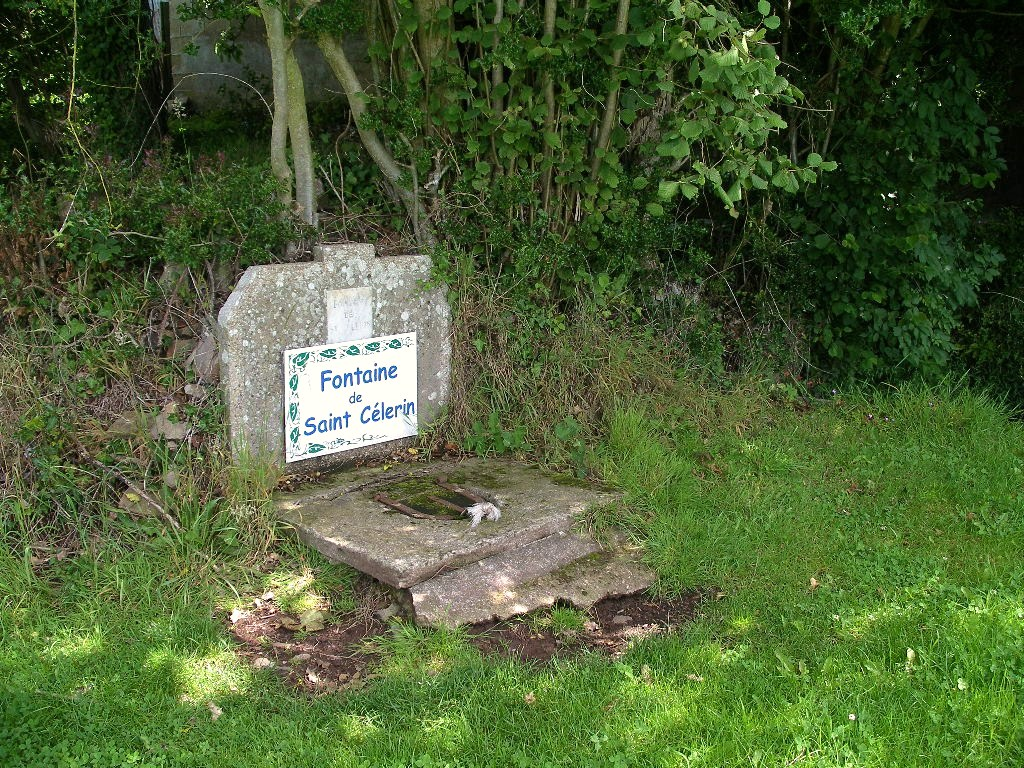
La fontaine Saint-Célerin.

## Activité et manifestations
- Vide-greniers fin juin ou début juillet avec repas champêtre.